# Dvorac Dubrava (Pregrada)
Dvorac Dubrava je višeslojni objekt u gradu Pregradi, zaštićeno kulturno dobro.

## Opis dobra
Trokrilni dvorac s unutarnjim dvorištem dala je sagraditi obitelj Keglević, najvjerojatnije 1622. g. Tijekom stoljeća dvorac je doživio nekoliko preinaka, a od 19. st. nosi današnje historicističke karakteristike vidljive na pročeljima u obliku artikuliranih vijenaca, prozora s ravnim nadstrešnicama i plastičnih secesijskih motiva. Jednokatni dvor na dvorišnoj strani raščlanjen je arkadama u centralnoj osi na obje etaže, dok su krila raščlanjena arkadama samo u prizemnom dijelu. Dvor Dubrava s gospodarskim zgradama i ostacima perivoja vrijedan je primjer reprezentativne izgradnje koja koristi i razrađuje formu renesansnog kaštela.

## Zaštita
Pod oznakom Z-5268 zavedena je kao nepokretno kulturno dobro – pojedinačno, pravna statusa zaštićena kulturnog dobra, klasificirano kao "profana graditeljska baština".